# トッド・ハミルトン
トッド・ハミルトン（Todd Hamilton, 1965年10月18日 - ）は、アメリカ・イリノイ州出身のプロゴルファー。2004年の全英オープンゴルフ優勝者である。1992年から2003年まで12年間日本ゴルフツアーを回り、その間に日本で「11勝」を挙げた。

## 人物
1987年にプロ入り。1992年にアジア・ツアーの「シンガポール・ロレックス・マスターズ」でプロ初優勝を果たす。同年に来日し、「マルマン・オープン」で日本ツアー初優勝。それから2003年まで、12年間日本でプレーした。1998年の「ジーン・サラゼン・ジュンクラシック」の後、5年間優勝できずに低迷した時期もあった。それを乗り越え、2003年に日本ツアーで4勝を挙げ、賞金ランキング2位に食い込んだ。
2003年末に、アメリカPGAツアーの「クオリファイイング・スクール」（通称 Q-School）に8度目の挑戦で合格し、12年間の修業地となった日本を離れ、ようやく帰国を果たす。2004年3月に「ザ・ホンダ・クラシック」でアメリカツアー初優勝。同年7月、38歳にしてメジャー大会の全英オープンで優勝し、PGAツアーの5年シード権を獲得した。この時は 10 アンダーパー（-10, 274ストローク）で並んだアーニー・エルスとのプレーオフを制し、世界ランキング3位の強豪の同大会2年ぶりの優勝を阻止している。

## 日本での成績
- 1992年　マルマンオープン
- 1993年　アコムインターナショナル
- 1994年　PGAフィランソロピートーナメント、日本プロゴルフマッチプレー選手権
- 1995年　東建コーポレーションカップ
- 1996年　PGAフィランソロピートーナメント（2年ぶり2度目）
- 1998年　ジーン・サラゼン ジュンクラシック
- 2003年　フジサンケイクラシック、三菱ダイヤモンドカップゴルフ、全英への道 ミズノオープンゴルフトーナメント、日本プロゴルフマッチプレー選手権（9年ぶり2度目）